# Chichele-Lehrstuhl für Völkerrecht
Der Chichele-Lehrstuhl für Völkerrecht (Chichele Professorship of Public International Law) ist ein satzungsgemäß an der University of Oxford bestehender Lehrstuhl im Bereich des Völkerrechts. Die Benennung erfolgte zu Ehren von Henry Chichele, der im 15. Jahrhundert als Erzbischof von Canterbury wirkte und das All Souls College in Oxford gründete. Der Lehrstuhl entstand 1854 als „Lehrstuhl für internationales Recht und Diplomatie“ durch Abschaffung von fünf Fellow-Positionen am All Souls College. Er wurde 1859 erstmals besetzt und erhielt später seine heutige Fachbezeichnung. Damit ist er der älteste unter den fünf an der University of Oxford bestehenden Lehrstühlen, die den Namen von Henry Chichele tragen, darunter  der Chichele-Lehrstuhl für Kriegsgeschichte. Gemäß der Satzung ist der Chichele-Professor für Völkerrecht zugleich Fellow am All Souls College der Universität.
Der Chichele-Lehrstuhl für Völkerrecht gehört neben dem an der University of Cambridge bestehenden Whewell-Lehrstuhl für internationales Recht, der neun Jahre später eingerichtet wurde, international zu den angesehensten akademischen Positionen im Bereich des Völkerrechts. Zu den Inhabern zählten beispielsweise James Leslie Brierly, Ian Brownlie, D. P. O’Connell sowie Humphrey Waldock, der später als Präsident des Europäischen Gerichtshofs für Menschenrechte und des Internationalen Gerichtshofs wirkte. Derzeitiger Chichele-Professor für Völkerrecht ist seit 2023 Dapo Akande.